# 보이시에흐 나이사레크
보이시에흐 나이사레크(Wojciech Najsarek, 1900년 4월 22일 ~ 1939년 9월 1일)는 폴란드의 군인이자 폴란드 주립 철도청에 근무했던 사람이다. 그단스크-베스테르플라테 철도역의 역장이었으며, 베스테르플라테에 있었던 전투에서 독일군의 공격을 받아 사망했다. 그는 폴란드 침공과 제2차 세계 대전 최초의 사망자이다.
나이사레크는 1900년 4월 22일 오스트리아-헝가리 제국 갈리치아의 사노크 근처 야츠미에르츠에서 태어났다.  그는 지역 초등학교를 졸업했다. 1920년에는 폴란드군에 징집되어 폴란드-소비에트 전쟁에 참여했다. 폴란드군의 징병 해제 이후 폴란드 철도청에 들어가 교육을 받았다. 1926년에는 마리아 네 오스트로브카(Maria née Ostrowska)와 결혼했다.
1933년에는 브레스트의 김나지움을 졸업하고 포즈난에서 철도 관리자 수업을 받았다. 이후 그는 레다 철도역의 역장이 되었다. 1937년 4월 19일, 그는 단치히 자유시 내 폴란드 무역 전초기지가 있고 베스테르플라테 보급품 저장소와 인접한 그단스크-베스테르플라테 역의 역장이 되었다. 동시에 그는 군인으로 '하사'(starszy sierżant) 계급을 받게 되었다.
1939년 9월 1일, 전쟁이 발발한지 5분도 채 되지 않은 오전 4시 50분, 그는 이상한 소리에 잠이 깨어 무슨 일이 일어났는지 밖에 나가자 인근 베스테르플라테 전초기지로 향하는 독일군을 보게 되었다. 그는 중기관총에 수십 발을 맞아 그 자리에서 사망했으며, 베스테르플라테 전투의 첫 번째 사망자이자 제2차 세계 대전의 첫 번째 사망자가 되었다. 1945년 그는 폴란드 최고의 훈장인 비르투티 밀리타리 훈장을 수여받았다.